# Thomas Böhm (Autor)

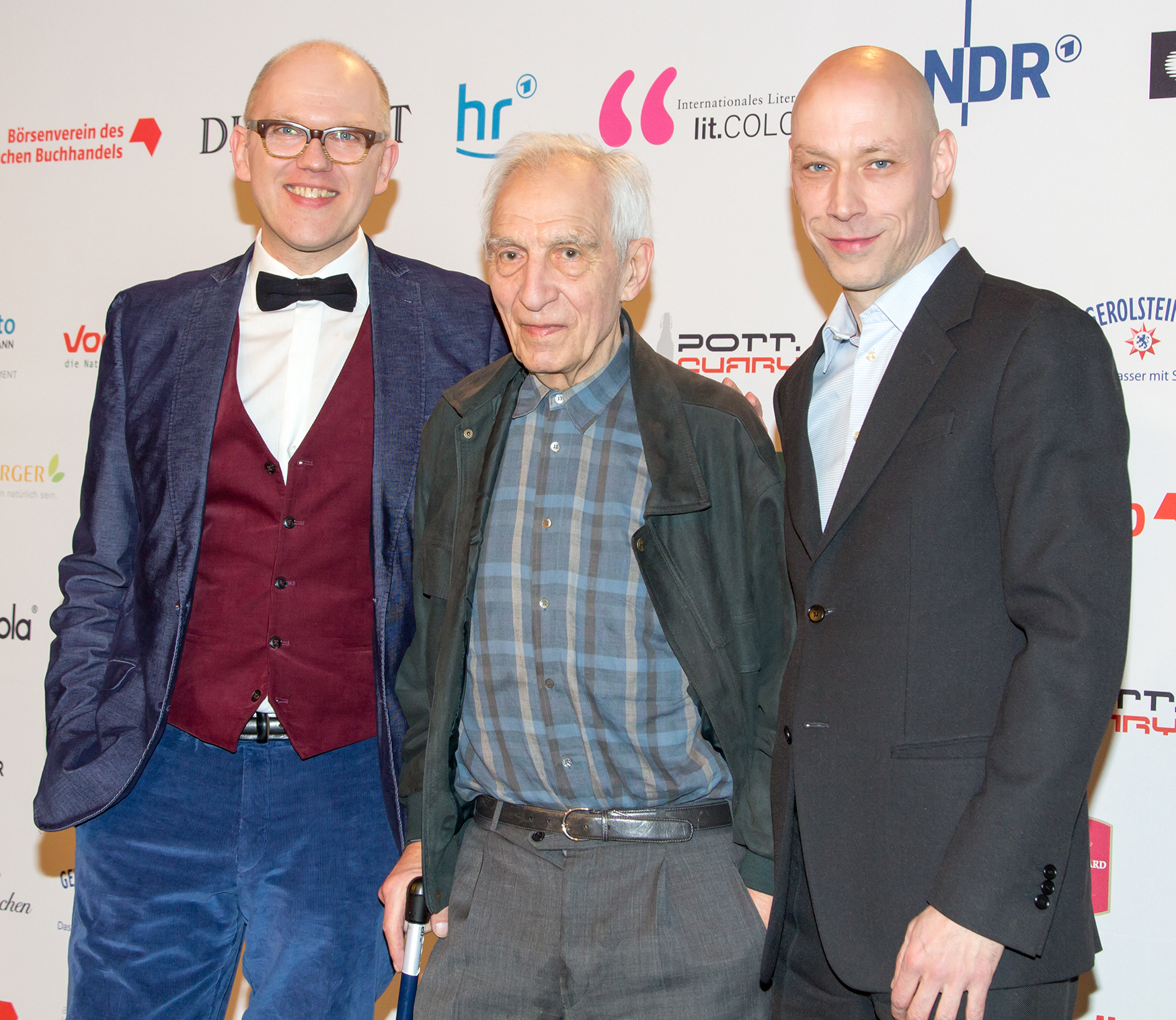
Thomas Böhm (erster von links) mit Dieter Wellershoff und Klaus Sander beim Deutschen Hörbuchpreis 2015

Thomas Böhm (* 18. Juni 1968 in Oberhausen) ist ein deutscher Autor, Literaturvermittler und Moderator. Er lebt in Berlin.

## Leben
Thomas Böhm studierte nach einer Ausbildung zum Bankkaufmann von 1992 bis 1998 Allgemeine und Vergleichende Literaturwissenschaft an der GHS Essen (heute: Universität Duisburg-Essen) mit dem Schwerpunkt Literaturvermittlung und Medienpraxis.
Von 1995 bis 1999 arbeitete er als freier Lektor der Literaturzeitschrift Schreibheft sowie als Redakteur des Essener Literaturkalenders.
1999 übernahm er die Programmleitung des Literaturhauses Köln. Bis 2010 konzipierte und organisierte über 1.000 Lesungen, unter anderem mit folgenden Trägern des Literatur-Nobelpreises: Imre Kertész, Orhan Pamuk, Kenzaburō Ōe, Czesław Miłosz und Herta Müller, sowie weiteren international bekannten Autoren wie Siri Hustvedt, Paul Auster, Umberto Eco, Carlos Fuentes, Susan Sontag, Michel Houellebecq, Assia Djebar, Jonathan Franzen, Inger Christensen, Jonathan Lethem, Lydia Davis, Mark Z. Danielewski, Kiran Nagarkar, Stewart O’Nan und Haruki Murakami.
2003 veröffentlichte Böhm den Band Auf kurze Distanz, in dem er für ein „literarisches Verständnis“ der Autorenlesung  plädiert und erstmals die literarische Lesung als eigene Kunstform proklamiert. Seine Auseinandersetzung mit dieser Kunstform setzte er 2006 in dem Band Weltempfang fort, in dem er die Formen von Autorenlesungen in verschiedenen literarischen Kulturen vorstellt.
2006 entwickelte er zusammen mit Matthias Wagner K ein Konzept zum Ehrengastauftritt Islands bei der Frankfurter Buchmesse 2011, an dessen Durchführung er als literarischer Programmleiter mitwirkte.
Von 2012 bis 2014 war Böhm Programmleiter des Internationalen Literaturfestivals Berlin, für das er die Projekte Welche Kinder- und Jugendliteratur braucht Europa?, Ein literarischer Rettungsschirm für Europa, Kulturen des Alterns, New Level – Computerspiele und Literatur sowie Kulturen des Vertrauens in Religion, Literatur, Politik und Alltag entwickelte und leitete.
2014 war er im Auftrag des Schweizer Buchhändler- und Verleger-Verbandes Kurator des Auftritt Schweiz bei der Leipziger Buchmesse.
Neben literaturvermittelnden Tätigkeiten ist Böhm zudem regelmäßig als Literaturkritiker, Moderator und Kolumnist unter anderem für Radio Bremen und Radio Eins vom Rundfunk Berlin-Brandenburg tätig, wo er zunächst mit Lydia Herms, seit 2018 mit Marie Kaiser oder Gesa Ufer das Magazin Die Literaturagenten moderiert.
Zu seinen Hörspiel-, Feature- und Audio-Arbeiten gehört das 2011 mit dem Deutschen Hörbuchpreis ausgezeichnete Hörspiel nach dem Roman Das Haus – House of Leaves von Mark Z. Danielewski. Es handelt sich dabei um die weltweit einzige Adaption des Kultromans. Sie wurde am 10. Dezember 2009 parallel auf drei Sendern des WDR ausgestrahlt und gilt als das „erste 3D-Hörspiel“.
Seine zusammen mit Klaus Sander für das Berliner Audiolabel supposé geschaffenen Audiobücher unter anderem mit Dieter Wellershoff, Georg Klein, Kristín Steinsdóttir und über die Isländersagas, wurden mehrfach als „Hörbuch des Monats“ sowie als „Hörbuch des Jahres“ ausgezeichnet.
Besondere Beachtung fand die Produktion Die Nacht ist aus Tinte gemacht. Herta Müller erzählt ihre Kindheit im Banat, die einige Wochen vor der Bekanntgabe des Literatur-Nobelpreises an Herta Müller veröffentlicht wurde und über die der Literaturkritiker Denis Scheck urteilte: „Nicht nur eine ideale Einführung in das Werk der Literaturnobelpreisträgerin, sondern auch eine Art Quintessenz daraus.“
Thomas Böhm lebt in Berlin.

## Werke (Auswahl)

### Bücher
- mit Martin Hielscher: Weltliteratur – Vom Nobelpreis bis zum Comic. Könemann, Köln 2001, ISBN 3-8290-7456-5.
- Auf kurze Distanz. Die Autorenlesung: O-Töne, Geschichten, Ideen. Tropen Verlag, Köln 2003, ISBN 3-608-50067-7.
- Weltempfang. Panorama internationaler Autorenlesungen. Tropen Verlag, Köln 2006, ISBN 3-932170-92-X.
- mit Andreas Blühm: Bilder. Geschichten. Schriftsteller sehen Malerei. Luchterhand, München 2006, ISBN 3-630-62113-9.
- Das Lesekreis-Buch. Eine Anleitung. Berlin Verlag, Berlin 2011, ISBN 978-3-8333-0773-7.
- New Level – Computerspiele und Literatur. Metrolit, Berlin 2014, ISBN 978-3-8493-0360-0
- Hrsg.: Da war ich eigentlich noch nie. Die Wunderkammer des Reisens in Deutschland. Das kulturelle Gedächtnis, Berlin 2021, ISBN 978-3-946990-50-5.

### Audiobücher
- Georg Klein: Schlimme schlimme Medien. supposé, Köln 2007, ISBN 978-3-932513-77-0.
- Die Nacht ist aus Tinte gemacht. Herta Müller erzählt ihre Kindheit im Banat. supposé, Berlin 2009, ISBN 978-3-932513-88-6.
- Schau Dir das an, das ist der Krieg. Dieter Wellershoff erzählt sein Leben als Soldat. supposé, Berlin 2010, ISBN 978-3-932513-95-4.
- Das Haus: House of Leaves. Hörspiel nach dem Roman von Mark Z. Danielewski. Berlin, DAV 2010, ISBN 978-3-89813-995-3.
- Leben im Fisch. Kristín Steinsdóttir erzählt das Island ihrer Kindheit. supposé, Berlin 2011, ISBN 978-3-932513-99-2.
- Die Saga-Aufnahmen (I): Njáls saga / Laxdæla saga. supposé, Berlin 2011, ISBN 978-3-86385-001-2.
- Die Saga-Aufnahmen (II): Grettis saga / Egils saga. supposé, Berlin 2011, ISBN 978-3-86385-002-9.
- Ans Ende kommen. Dieter Wellershoff erzählt über Altern und Sterben. supposé, Berlin 2014, ISBN 978-3-86385-009-8.

### Hörspiele
- Inszenierte Sprengung. Ein Stück Monkey Wrench Gang. nach dem Roman The Monkey Wrench Gang von Edward Abbey. WDR 2012.
- Professor Kiesel. In Stahlgewittern. mit Auszügen aus den WeltKriegsbüchern von Ernst Jünger. WDR 2014